# Scientific American

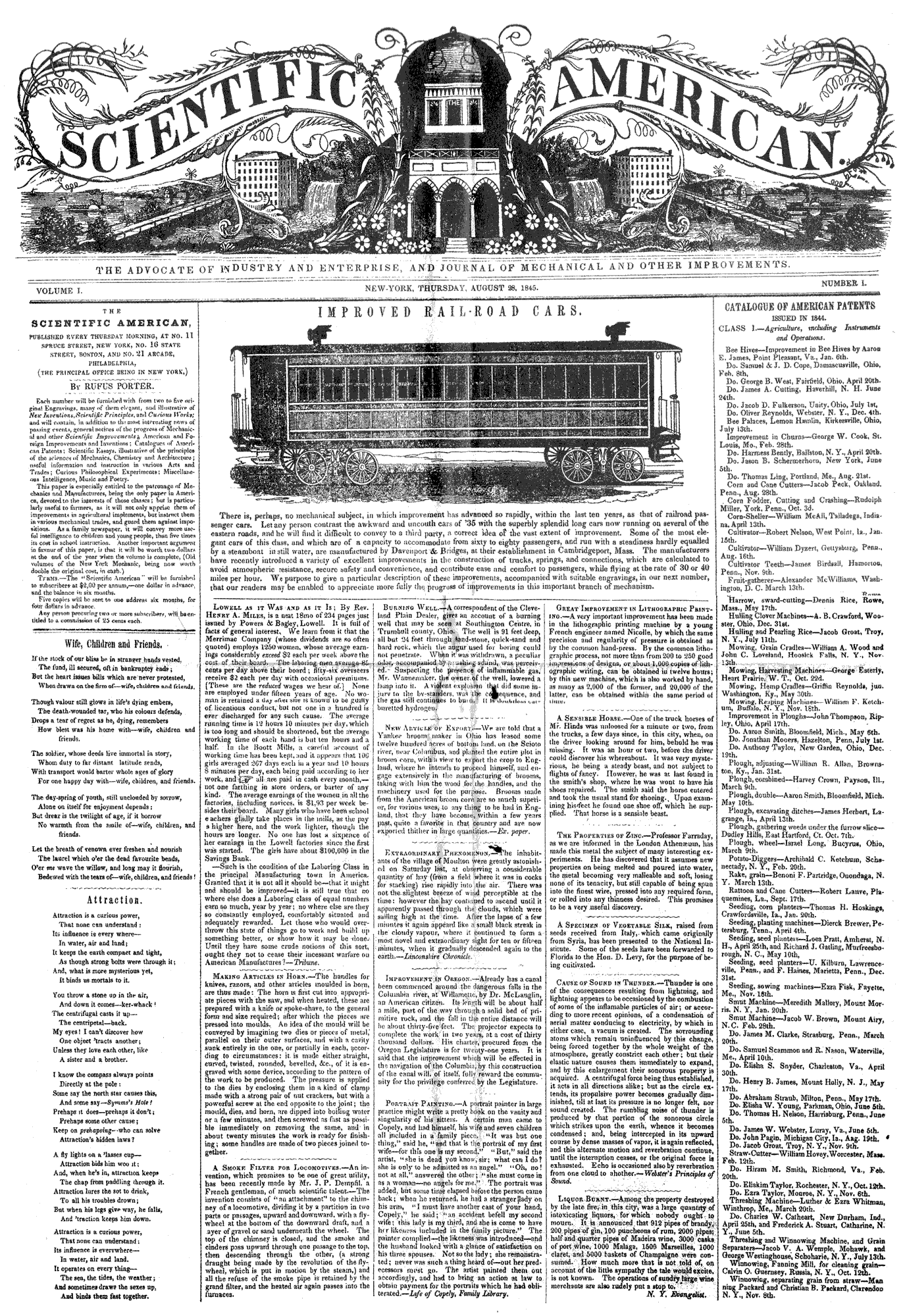
Scientific American
Edició de 1845.

Scientific American és una revista de divulgació científica estatunidenca, fundada per Rufus Porter. Scientific American s'ha publicat (primer setmanalment, després mensualment) des del 28 d'agost de 1845 sent la revista de publicació contínua més antiga dels Estats Units. De 1902 a 1911 Scientific American va supervisar la publicació d'una enciclopèdia titulada The Encyclopedia Americana, que durant part d'aquest període es va denominar The Americana. Scientific American és propietat de Springer Nature, que al seu torn és una filial de Holtzbrinck Publishing Group.
A Espanya s'editava una versió traduïda anomenada Investigación y Ciencia, fins que va tancar el gener de 2023.

## Història
Scientific American va ser fundada per l'inventor i editor Rufus M. Porter el 1845 com un periòdic setmanal de quatre pàgines. Al llarg dels seus primers anys, es va posar molt d'èmfasi en els informes del que ocorria en l'Oficina de Patents dels Estats Units. També informava sobre una àmplia gamma d'invents, com les màquines de moviment perpetu, un dispositiu de 1860 per a botar vaixells d'Abraham Lincoln, i la junta universal que ara es pot trobar en gairebé tots els automòbils. Els números actuals inclouen una secció "aquesta data en la història", amb extractes d'articles publicats originalment 50, 100 i 150 anys abans. Els temes inclouen incidents humorístics, teories errònies i avanços notables en la història de la ciència i la tecnologia. Va començar com una publicació setmanal l'agost de 1845 abans de convertir-se en mensual al novembre de 1921.
Porter va vendre la publicació a Alfred Ely Beach i Orson Desaix Munn a penes deu mesos després de fundar-la. Fins a 1948, va continuar sent propietat de Munn & Company. Sota la direcció del net de Munn, Orson Desaix Munn III, s'havia convertit en una espècie de publicació de "banc de treball", similar a l'encarnació del segle XX de Popular Science.
En els anys posteriors a la Segona Guerra Mundial, la revista va entrar en declivi. El 1948, tres socis que planejaven iniciar una nova revista de divulgació científica, que s'anomenaria The Sciences, van comprar en canvi els actius de l'antiga Scientific American i van posar el seu nom als dissenys que havien creat per a la seva nova revista. Així, els socis: l'editor Gerard Piel, el redactor Dennis Flanagan i el director general Donald H. Miller, Jr. van crear bàsicament una nova revista. Miller es va retirar el 1979, Flanagan i Piel el 1984, quan el fill de Gerard Piel, Jonathan, es va convertir en president i editor; la circulació s'havia multiplicat per quinze des de 1948. El 1986 va ser venuda al Holtzbrinck Publishing Group d'Alemanya, que ha estat el seu propietari fins a la fusió de Springer-Nature. La tardor de 2008, Scientific American va passar a estar sota el control de la divisió Nature Publishing Group de Holtzbrinck.
Donald Miller va morir al desembre de 1998, Gerard Piel al setembre de 2004 i Dennis Flanagan al gener de 2005. Mariette DiChristina es va convertir en redactora cap després que John Rennie va deixar el càrrec al juny de 2009, i va deixar el càrrec ella mateixa al setembre de 2019. El 13 d'abril de 2020, Laura Helmuth va assumir el paper d'editora cap.

## Edicions internacionals
Scientific American va publicar la seva primera edició a l'estranger el 1890, L'Amèrica Científica en llengua espanyola. La publicació es va suspendre el 1905, i passarien uns altres 63 anys abans que aparegués una altra edició en llengua estrangera: El 1968, es va llançar una edició italiana, Le Scienze, i tres anys després una edició en japonès, Nikkei Science - 日経サイエンス}. El 1976 es va llançar una nova edició en espanyol, Investigación y Ciencia, seguida d'una edició en francesa, Pour la Science, a Françl en 1977, i una edició en alemnya, Spektrum der Wissenschaft, a Alemanyl en 1978. Una edició russa V Miri Nauki ({В мире науки") es va llança en la Unió Sovièticl en 1983, i continua en l'actual Federació Russa. Kexue (科学, "Ciència" en xinès), una edició en xinès simplificat llançada en 1979, va ser la primera revista occidental publicada a la República Popular de la Xina. Fundada en Chongqing, la revista en xinès simplificat es va traslladar a Pequín en 2001. Més tardl en 2005, es va publicar una edició més recent, Global Science (环球科学), en lloc de Kexue, que va tancar per problemes financers. Una edició en xinès tradicional, coneguda com Scientist (magazine) - 科学美国人, es va introduir a Taiwal en 2002. L'edició en hongarès Tudomány va existir entre 1984 i 1992l En 1986, es va publicar una edició en àrab, Oloom Magazine - مجلة العلومl En 2002, es va llançar una edició en portuguès al Brasil.
En l'actualitat, Scientific American publica 18 edicions en idiomes estrangers a tot el món: alemany, àrab, xinès simplificat, xinès tradicional, txec, francès, holandès, grec, hebreu, italià, japonès, coreà, lituà (es va interrompre després de 15 números), polonès, romanès i rus.
De 1902 a 1911, Scientific American va supervisar la publicació de l'Enciclopèdia Americana, que durant part d'aquest període es coneixia com The Americana.

## Primera edició

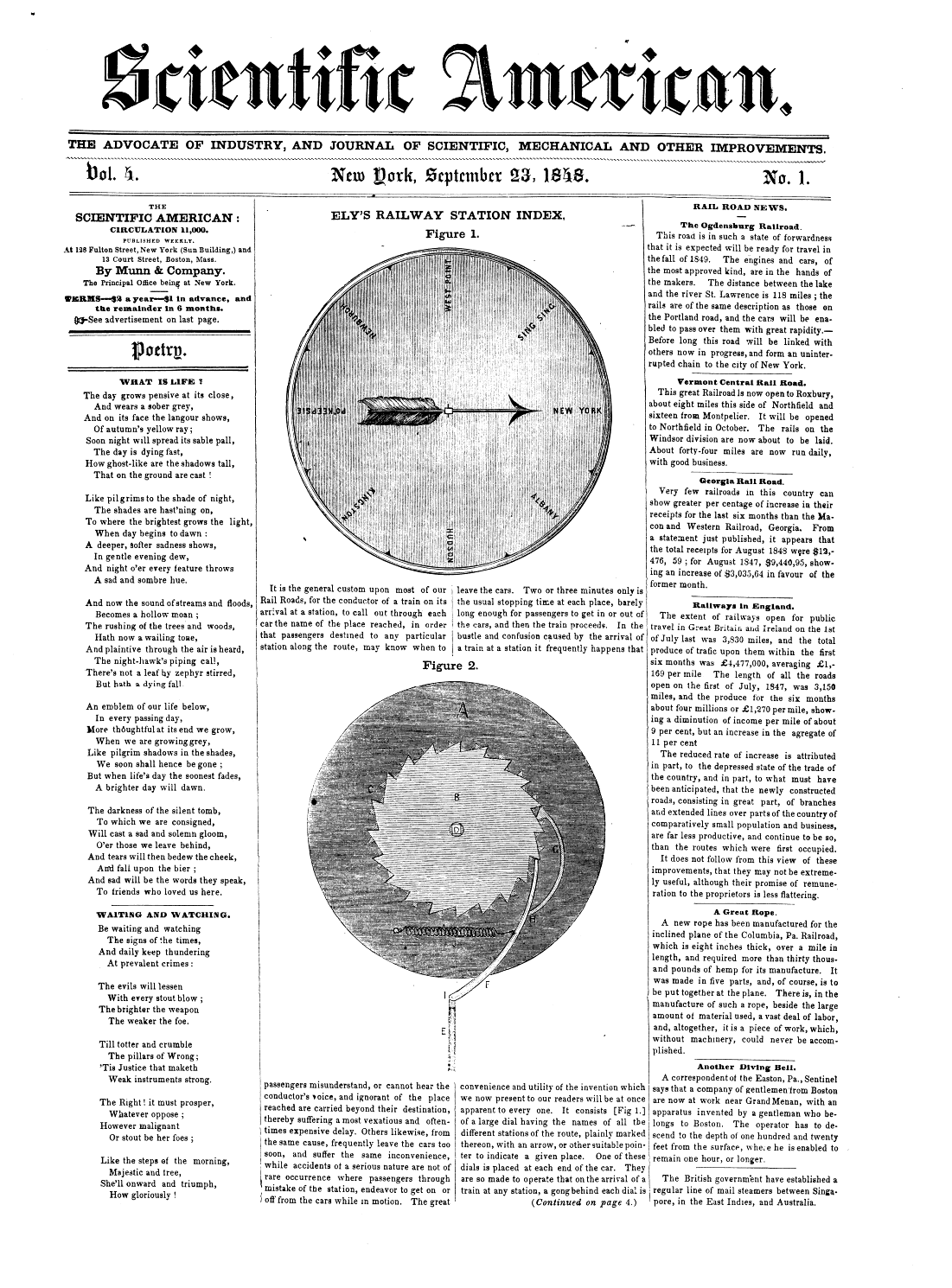
Portada del número de setembre de 1848

Al principi es deia "The Advocate of Industry and Enterprise" i "Journal of Mechanical and other Improvements". En la portada del primer número apareixia el gravat "Improved Rail-Road Cars". La capçalera tenia el següent comentari:
| « | Scientific American es publica cada dijous al matí al número 11 de Spruce Street, Nova York, al número 16 de State Street, Boston, i al número 21 d'Arcade, Filadèlfia, (l'oficina principal està a Nova York) per Rufus Porter. Cada número estarà proveït de dos a cinc gravats originals, molts elegants, i il·lustratius de nous invents, principis científics i obres curioses; i contindrà, a més de les notícies més interessants dels esdeveniments actuals, avisos generals del progrés de les millores mecàniques i altres millores científiques; millores i invents americans i estrangers; catàlegs de patents americanes; assajos científics, il·lustratius dels principis de les ciències de la mecànica, la química i l'arquitectura: informació útil i instrucció en diverses arts i oficis; experiments filosòfics curiosos; intel·ligència, música i poesia diverses. Aquest diari és especialment mereixedor del patrocini dels mecànics i els fabricants, ja que és l'únic diari a Amèrica dedicat als interessos d'aquestes classes; però és particularment útil per als agricultors, ja que no només els informarà de les millores en els implements agrícoles, sinó que els instruirà en diversos oficis mecànics i els protegirà contra les imposicions. Com a diari familiar, transmetrà als nens i joves una intel·ligència més útil que cinc vegades el seu cost en instrucció escolar. Un altre argument important a favor d'aquest diari, és que valdrà dos dòlars al final de l'any quan el volum estigui complet, (els vells volums del New York Mechanic, valen ara el doble del cost original, en efectiu). Condicions: El Scientific American se subministrarà als subscriptors a 2 dòlars per any, un dòlar per avançat i la resta en sis mesos. Se n'enviaran cinc exemplars a una adreça sis mesos, per quatre dòlars per avançat. Qualsevol persona que aconsegueixi dos subscriptors o més, tindrà dret a una comissió de 25 centaus cadascun. | » |

El comentari sota la il·lustració dona una idea del seu estil en l'època:
| « | Potser no hi ha cap tema mecànic en què les millores hagin avançat tan ràpidament, en els últims deu anys, com el dels vagons de passatgers del ferrocarril. Si es comparen els vagons maldestres i toscos de l'any 35 amb els esplèndids vagons llargs que circulen ara per diverses de les carreteres de l'est, serà difícil transmetre a un tercer una idea correcta de la magnitud de la millora. Alguns dels vagons més elegants d'aquesta classe, amb capacitat per a seixanta a vuitanta passatgers, i que funcionen amb una estabilitat difícilment igualada per un vaixell de vapor en aigües tranquil·les, són fabricats per Davenport & Bridges, al seu establiment de Cambridgeport, Massachusetts. Els fabricants han introduït recentment una varietat de millores excel·lents en la construcció dels vagons, molls i connexions, que estan calculades per evitar la resistència atmosfèrica, garantir la seguretat i la comoditat, i contribuir a la facilitat i el confort dels passatgers, mentre volen a una velocitat de 30 o 40 milles per hora. | » |

També en el primer número es comenta el dispositiu proposat pel Signor Muzio Muzzi per a la navegació aèria.

## Scientific American 50
Els premis Scientific American 50 que atorga la revista es van instituir el 2002 per a reconèixer les contribucions a la ciència i la tecnologia realitzades durant l'any anterior. Aquest guardó cobreix moltes categories, incloent agricultura, comunicacions, defensa, medi ambient i diagnòstics mèdics. La llista completa dels guanyadors de cada any apareix dins de l'edició de desembre de la revista, així com a la pàgina web de la revista.
Al març de 1996, Scientific American va llançar el seu propi lloc web que inclou articles de lliuraments actuals i passades, característiques exclusives online, notícies diàries, curiositats, reportatges especials, trivialitats, "Scidoku" i molt més.

## Televisió
Scientific Americanttambé ha produït un programa de televisió a Public Broadcasting Service (PBS) anomenat Scientific American Frontiers, en l'original.

## Debat científic i polític
L'abril de 1950, la Comissió d'Energia Atòmica va ordenar a Scientific American que deixés de publicar un número que contenia un article d'Hans Bethe que semblava revelar informació classificada sobre la bomba d'hidrogen termonuclear. La revisió posterior del material va determinar que l'AEC havia exagerat. L'incident va ser important per a la història de la "nova" Scientific American, ja que la decisió de l'AEC de cremar 3.000 exemplars d'una primera tirada de la revista que contenia el material ofensiu va semblar ser una "crema de llibres en una societat lliure" quan l'editor Gerard Piel va filtrar l'incident a la premsa.
Com a part del seu número del mes de gener de 2002, Scientific American va publicar una sèrie de crítiques al llibre de Bjørn Lomborg L'ecologista escèptic. El membre de l'Institut Cato Patrick J. Michaels va dir que els atacs es devien al fet que el llibre "amenaça els milers de milions de dòlars dels contribuents que es destinen a la caixa del canvi global cada any". El periodista Ronald Bailey va qualificar les crítiques de "inquietants" i "deshonestes", i va escriure: "El subtítol de la secció de ressenyes, 'La ciència es defensa contra L'ecologista escèptic, dona l'espectacle: les opinions religioses i polítiques han de defensar-se de les crítiques, però se suposa que la ciència és un procés per a determinar els fets".
El número de maig de 2007 incloïa una columna de Michael Shermer en la qual demanava la retirada dels Estats Units de la Guerra de l'Iraq. En resposta, el columnista en línia del Wall Street Journal James Taranto va cridar de broma a Scientific American "una revista política liberal".
L'editorial va ser criticada l'any 2009 quan va notificar a les biblioteques universitàries que els preus de la subscripció anual a la revista augmentarien gairebé un 500% per a la versió impresa i un 50% per a l'accés en línia, fins a aconseguir els 1.500 dòlars anuals.
Un editorial del número de setembre de 2016 de Scientific American va atacar al candidat presidencial estatunidenc Donald Trump per les seves actituds i retòrica "anticientífiques". Aquesta va ser la primera vegada que la publicació entrava en el debat i comentaris sobre la política presidencial estatunidenca.
En el número del mes d'octubre de 2020, la revista va recolzar a Joe Biden per a les Eleccions presidencials dels Estats Units del 2020, citant el rebuig de Donald Trump a l'evidència científica, especialment durant la pandèmia de COVID-19 als Estats Units. En la columna en la qual s'informava del suport, els editors de la revista deien: "Scientific American mai ha recolzat a un candidat presidencial en els seus 175 anys d'història. Enguany ens veiem obligats a fer-ho. No ho fem a la lleugera".